# Dasyanthina
Dasyanthina là một chi thực vật có hoa trong họ Cúc (Asteraceae).

## Loài
Chi Dasyanthina gồm các loài: